# Ганнвелл (Міссурі)
Ганнвелл (англ. Hunnewell) — місто (англ. city) в США, в окрузі Шелбі штату Міссурі. Населення — 139 осіб (2020).

## Географія
Ганнвелл розташований за координатами 39°40′5″ пн. ш. 91°51′32″ зх. д. / 39.66806° пн. ш. 91.85889° зх. д. (39.667961, -91.858884).  За даними Бюро перепису населення США в 2010 році місто мало площу 1,60 км², уся площа — суходіл.

## Демографія
Згідно з переписом 2010 року, у місті мешкали 184 особи в 82 домогосподарствах у складі 59 родин. Густота населення становила 115 осіб/км².  Було 97 помешкань (61/км²).
Расовий склад населення:
| - 98,9 % — білих - 0,5 % — корінних американців |

До двох чи більше рас належало 0,5 %. Частка іспаномовних становила 2,2 % від усіх жителів.
За віковим діапазоном населення розподілялося таким чином: 19,6 % — особи молодші 18 років, 62,5 % — особи у віці 18—64 років, 17,9 % — особи у віці 65 років та старші. Медіана віку мешканця становила 41,0 року. На 100 осіб жіночої статі у місті припадало 114,0 чоловіків;  на 100 жінок у віці від 18 років та старших — 117,6 чоловіків також старших 18 років.
Середній дохід на одне домашнє господарство  становив 32 794 долари США (медіана — 27 222), а середній дохід на одну сім'ю — 45 814 долари (медіана — 53 750). Медіана доходів становила 26 750 доларів для чоловіків та 36 875 доларів для жінок. За межею бідності перебувало 16,9 % осіб, у тому числі 28,6 % дітей у віці до 18 років та 11,4 % осіб у віці 65 років та старших.
Цивільне працевлаштоване населення становило 66 осіб. Основні галузі зайнятості: виробництво — 39,4 %, освіта, охорона здоров'я та соціальна допомога — 16,7 %, роздрібна торгівля — 12,1 %, сільське господарство, лісництво, риболовля — 10,6 %.